# Lecane isanensis
Lecane isanensis är en hjuldjursart som beskrevs av Sanoamuang och Savatenalinton 200. Lecane isanensis ingår i släktet Lecane och familjen Lecanidae. Inga underarter finns listade i Catalogue of Life.